# Humppila
Humppila è un comune finlandese di 2161 abitanti, situato nella regione del Kanta-Häme.